# غلين برانكا
غلين برانكا (بالإنجليزية: Glenn Branca)‏ هو صانع وتريات ‏ وملحن وعازف قيثارة أمريكي، ولد في 6 أكتوبر 1948 في هاريسبرج في الولايات المتحدة، وتوفي في 13 مايو 2018 في نيويورك في الولايات المتحدة بسبب سرطان الحنجرة.

## وصلات خارجية
- الموقع الرسمي
- غلين برانكا على موقع IMDb (الإنجليزية)
- غلين برانكا على موقع ميوزك برينز (الإنجليزية)
- غلين برانكا على موقع أول موفي (الإنجليزية)
- غلين برانكا على موقع قاعدة بيانات الأفلام السويدية (السويدية)
- غلين برانكا على موقع أول ميوزيك (الإنجليزية)
- غلين برانكا على موقع ديسكوغز (الإنجليزية)
- غلين برانكا على موقع قاعدة بيانات الفيلم (الإنجليزية)
- غلين برانكا على موقع كينوبويسك (الروسية)